# Palje Brdo
Palje Brdo falu Horvátországban, Dubrovnik-Neretva megyében. Közigazgatásilag Konavle községhez tartozik.

## Fekvése
A Dubrovnik városától légvonalban 30, közúton 35 km-re délkeletre, községközpontjától légvonalban 17, közúton 20 km-re délkeletre, a Konavlei mező keleti részén, az Adria-parti főúttól északra, Dubravka és Pločice között fekszik. 

## Története
Az itt található ókori halomsír tanúsága szerint területe már ősidők óta lakott. Első ismert lakói az illírek voltak, akik magaslatokon épített erődített településeken éltek és kőből rakott halomsírokba temetkeztek. Halomsírjuk a település határában is megtalálható. A rómaiak az i. e. 2. században győzték le az illíreket és Epidaurum központtal e területet is a birodalomhoz csatolták. A római hatalmat a népvándorlás vihara rengette meg. A Nyugatrómai Birodalom bukása után a keleti gótok özönlötték el a térséget, őket 537-től 1205-ig kisebb megszakításokkal a bizánciak követték. A 7. században avarok és a kíséretükben érkezett szlávok, a mai horvátok ősei árasztották el a területet. A várakat lerombolták és az ellenálló lakosságot leöldösték. Így semmisült meg a mindaddig fennálló Epidaurum. A túlélő lakosság előbb az északnyugatra fekvő Župára, majd Raguzába menekült. 
A település a középkorban is folyamatosan lakott volt. Szent Péter temploma helyén már a kora középkorban ókeresztény templom állt. Területe a 9. és 11. század között Travunja része volt, mely Dél-Dalmácián kívül magában foglalta a mai Hercegovina keleti részét és Montenegró kis részét is. Travunja sokáig a szerb, a zétai és bosnyák uralkodók függőségébe tartozó terület volt. A Raguzai Köztársaság Konavle keleti részével együtt 1419-ben vásárolta meg bosnyák urától Sandalj Hranićtól. A karašovići templom, valamint a bani és gunjinai temetőkápolna is középkori eredetű.
Az 1806-ban a Konavléra rátörő orosz és montenegrói sereg a település házait is kifosztotta, közülük sokat fel is gyújtottak. A köztársaság bukása után 1808-ban Dalmáciával együtt ez a térség is a köztársaságot legyőző franciák uralma alá került, de Napóleon bukása után 1815-ben a berlini kongresszus Dalmáciával együtt a Habsburgoknak ítélte. 1857-ben 144, 1910-ben 158 lakosa volt. 1918-ban az új szerb-horvát-szlovén állam, majd később Jugoszlávia része lett. A délszláv háború idején 1991 októberében a jugoszláv hadsereg, valamint szerb és montenegrói szabadcsapatok foglalták el a települést, melyet kifosztottak és felégettek. A lakosság nagy része a jól védhető Dubrovnikba menekült és csak 1992 októberének végén térhetett vissza. A háború után rögtön megindult az újjáépítés. A településnek 2011-ben 130 lakosa volt. Lakói főként mezőgazdasággal foglalkoztak. 

## Népesség
| Lakosság változása | Lakosság változása | Lakosság változása | Lakosság változása | Lakosság változása | Lakosság változása | Lakosság változása | Lakosság változása | Lakosság változása | Lakosság változása | Lakosság változása | Lakosság változása | Lakosság változása | Lakosság változása | Lakosság változása | Lakosság változása |
| ------------------ | ------------------ | ------------------ | ------------------ | ------------------ | ------------------ | ------------------ | ------------------ | ------------------ | ------------------ | ------------------ | ------------------ | ------------------ | ------------------ | ------------------ | ------------------ |
| 1857               | 1869               | 1880               | 1890               | 1900               | 1910               | 1921               | 1931               | 1948               | 1953               | 1961               | 1971               | 1981               | 1991               | 2001               | 2011               |
| 144                | 151                | 133                | 168                | 178                | 158                | 168                | 173                | 162                | 177                | 185                | 138                | 135                | 159                | 150                | 130                |

## Nevezetességei
- Az Ilijin-hegy lábánál, a konavlei mező déli szélén álló Szent Péter templomot[4] a 16. században említik. A helyén egykor ókeresztény templom állt. 1982-ben megújították. A templom téglalap alaprajzú, félköríves apszissal, kelet-nyugati tájolással, az oromfalon álló harangdúccal. Rusztikus barokk stílusban építették. A templom szentélyében található az 1921-ben készített oltárkép, amely Szent Pétert és Pált ábrázolja. A templom mellett található egy nagy, 14. - 15. századi középkori temető, mintegy 90 kőből készült sírkővel, melyek többsége „in situ” helyzetben áll. Némelyikük díszített (szegélye háromszögletű szőlő, levelekkel, íjjal és nyíllal, rozetták kereszttel).

- A palje brdoi temetőben álló Szent Pál templom a 17. században épült egy középkori templom alapfalaira. Ennek a régi templomnak a díszes rozettája látható a mai templom homlokzatán. 1907-ben egy villámcsapás okozta károkat kellett kijavítani az épületen. Utoljára 2003-ban újították fel.

- A bani temetőben álló Szent András kápolna szintén középkori eredetű, mellette középkori sírkövek találhatók. A mai kápolna a 18. században épült, 1979-ben egy földrengés megrongálta. 1987-ben újjáépítették és felszentelték.

- A gunjinai temetőben álló Szent János kápolnát már a 15. században említik. 1806-ban az orosz és montenegrói hadak felgyújtották, mely után újjá kellett építeni. Több felújítás után utoljára 1998-ban újították meg.

- Kobila ókori halomsírja